# 주성환
주성환(朱性奐, 1990년 8월 24일 ~ )은 대한민국의 축구 선수이며 포지션은 공격수이다.

## 축구인 경력

### 선수 경력
전남 드래곤즈 산하 유소년팀인 광양제철고등학교 재학 시절 U-17 청소년대표에 선발되며 인상적인 모습을 보였으나 한양대학교 진학 이후 부상으로 인한 컨디션 난조를 겪으며 청소년 대표팀에서 멀어졌다.
2012년 전남 드래곤즈에 입단하였으며 5월 21일 상무와의 경기에서 8경기 출전 만에 데뷔골을 터뜨렸다. 시즌 후 경주 한국수력원자력 축구단에 임대되었다.